# Župnija Stranice
Župnija Stranice je rimskokatoliška teritorialna župnija dekanije Slovenske Konjice v okviru Bistriško-Konjiškega naddekanata, ki je del nadškofijo Maribor.
Od avgusta 2011 dalje je župnija oskrbovana iz Župnije Zreče.